# Conat
Conat – miejscowość i gmina we Francji, w regionie Oksytania, w departamencie Pireneje Wschodnie.
Według danych na rok 1990 gminę zamieszkiwało 40 osób, a gęstość zaludnienia wynosiła 2 osoby/km² (wśród 1545 gmin Langwedocji-Roussillon Conat plasuje się na 860. miejscu pod względem liczby ludności, natomiast pod względem powierzchni na miejscu 379.). 

## Zabytki
Zabytki na terenie gminy posiadające status monument historique:
- kościół św. Jana Baptysty (Église Saint-Jean-Baptiste de Conat)